# Britney (album)
Britney treći je studijski album američke pop pjevačice Britney Spears. Objavljen je u izdanju Jive Recordsa 5. studenog 2001. godine. Prodan je u 746,000 kopija tijekom prvog tjedna u SAD-u. Britney debitirao je na prvoj poziciji ljestvice Billboard 200 i time je Spears postavila rekord, naime ona je prvi ženski izvođač čija su prva tri albuma bila na prvoj poziciji ljestvice. U ovom albumu čujemo manje teen pop zvuka, a više R&B i hip-hop zvuka. Singlovi albuma su bili relativno uspješni.

## Stvaranje albuma
Spears je rekla da je odlučila nazvati album Britney jer on pokazuje ko je ona zapravo. Spears je snimila 23 pjesama za album, tako da je morala izabrati onih 12 najboljih. Spears je za album snimila duet s Justinom Timberlakom nazvan "What It's Like To Be Me". U to vrijeme Spears i Timberlake su bili u vezi.

## Uspjeh albuma na ljestvicama
Britney je debitirao na prvoj poziciji Billboarda 200, prodajući preko 746 tisuća kopija u prvom tjednu, i tako je zamijenio album Invincible Michaela Jacksona. Sljedećeg tjedna, album pada na drugu poziciju, a u trećem tjednu za još jednu poziciju zbog nadolazeće božićne sezone. Za samo četiri tjedna, album je prodan u 2 milijuna primjeraka. U Kanadi, album također debitira na prvom mjestu, prodajući 44,550 kopija. U Japanu, album debitira na četvrtoj poziciji prodajući 66,900 kopija. U UK, album debituje na četvrtoj poziciji, i tu se prodao u 300,000 kopija.

## Promoviranje
Početkom 2001, Spears je nastupila na Super Bowlu. 10. rujna nastupala je u The Rosie O'Donnell Showu, 11. listopada u The Tonight Show with Jay Leno i 6. studenog u The Late Show With David Letterman.
6. rujna Spears je premijerno izvela prvi singl s albuma "I'm a Slave 4 U" na MTV Video Music Awards u New Yorku. Spears je dijelila stage s tigrovima, zmijama, tako da je nastup bio kritiziran od grupe za prava životinje PETA. 7. rujna Spears je imala duet s Michealom Jacksonom na koncertu u New Yorku.

## Singlovi
"I'm a Slave 4 U", prvi singl s albuma, napisali su i producirali hip-hop duo The Neptunes. S ovom pjesmom Spears dokazuje da je odrasla. Videospot za pjesmu nominiran je za tri VMA nagrade. Pjesma je imala relativni uspjeh na glazbenim listama, dostigla je 27. poziciju na Billboardu Hot 100, te 4. na UK listi singlova. "Overprotected" je izdat kao drugi singlu u Ujedinjenom Kraljestvu, Kanadi i Australiji, dok je I'm Not a Girl, Not Yet a Woman izdat kao drugi singl u SAD-u i Europi, i kao treći singl u Ujedinjenom Kraljestvu i Australiji. Remiks pjesme "Overprotected" je izdat kao treći singl u SAD-u, on je dostigao 86. poziciju na Hot 100.  "Overprotected" je imao veliki uspjeh u Europi, također je bio nominiran za Grammy. "I'm Not a Girl, Not Yet a Woman", naslovna pjesma Spearsinog filma Crossroads je uspjela dostići drugu poziciju na ljestvici singlova u UKu, a na Hot 100 se čak nije uspjeo ni plasirati. "I Love Rock 'n' Roll" je izdat u Australiji, Kanadi i Europi, osim u Francuskoj, gdje je kao singl izdat "Anticipating". "Boys" je izdat kao četvrti singl u Sjevernoj Americi i kao peti singl u Europi i Australiji. Remix pjesme je izdat kao singl. Nova verzija – remiksiranu od Neptunesa (koji su napisali i producirali originalnu verziju) – uključuje stihove iz muške perspektive,i uključuje Pharrela Williamsa. "That's Where You Take Me" je 2003. izdat kao CD singl na Filipinima

## Popis pjesama
| Br. | Skladba                           | Trajanje |
| --- | --------------------------------- | -------- |
| 1.  | »I'm a Slave 4 U«                 | 3:23     |
| 2.  | »Overprotected«                   | 3:18     |
| 3.  | »Lonely«                          | 3:19     |
| 4.  | »I'm Not a Girl, Not Yet a Woman« | 3:51     |
| 5.  | »Boys«                            | 3:26     |
| 6.  | »Anticipating«                    | 3:16     |
| 7.  | »I Love Rock 'n' Roll«            | 3:06     |
| 8.  | »Cinderella«                      | 3:39     |
| 9.  | »Let Me Be«                       | 2:51     |
| 10. | »Bombastic Love«                  | 3:05     |
| 11. | »That's Where You Take Me«        | 3:32     |
| 12. | »What It's Like To Be Me«         | 2:50     |